# Акумулятор тепла
Акумуля́тор тепла́ або теплови́й акумуля́тор (англ. storage heater) — пристрій (або сукупність пристроїв), що забезпечує оборотні процеси накопичення, зберігання і віддавання теплової енергії відповідно до вимог споживача.

## Застосування
Теплові акумулятори можуть виконувати наступні завдання:
- компенсація піків споживання теплової енергії;
- вирівняння (оптимізація) графіків виробництва теплової енергії шляхом накопичення надлишкової енергії ;
- накопичення теплової енергії, яка буде використана під час відключення (відсутності) енергопостачання.

## Загальна будова
Акумулятор тепла складається з: 
- теплоакумулюючого матеріалу (ТАМ);
- теплоізолюючого резервуару для збереження ТАМ;
- системи для зарядки і розрядки;
- допоміжного обладнання.

## Класифікація
Акумулятори тепла розрізняють:
- за природою ТАМ:
  - Термохімічні акумулятори тепла, засновані на виділенні або поглинанні теплоти при оборотних хімічних і фотохімічних реакціях;
  - Теплоємнісні акумулятори тепла, в яких використовується теплоємність ТАМ без зміни агрегатного стану;
  - Акумулятори тепла на фазовому переході, в яких використовується прихована теплота плавлення речовини;
- за періодом зарядки і розрядки:
  - Короткострокові акумулятори тепла ( до 3 днів);
  - Середньострокові акумулятори тепла (до 1 місяця);
  - Довгострокові акумулятори тепла;
- за рівнем робочої температури:
  - Низькотемпературний акумулятори тепла (до 100 ° C);
  - Средньотемпературний акумулятори тепла (від 100 до 400 ° C);
  - Високотемпературний акумулятори тепла (понад 400 ° C).